# 룰라주의
룰라주의(브라질 포르투갈어: Lulismo)는 루이스 이나시우 룰라 다 시우바 브라질 대통령과 그 측근들의 정치 철학을 말한다. 2006년까지 루이스 이나시우 룰라 다 시우바는 제3의 길을 지지했다. 2006년 이후 룰라주의는 21세기 사회주의나 사회민주주의의 한 갈래로 이해된다.

## 같이 보기
- 차베스주의
- 21세기 사회주의